# Vuelo 621 de Air Canada
El accidente del vuelo 621 de Air Canada cerca del Aeropuerto Internacional Toronto Pearson, tuvo lugar el 5 de julio de 1970, cuando un Douglas DC-8 de Air Canada, registrado como CF-TIW, estaba tratando de aterrizar. Volaba en la ruta Montreal-Toronto-Los Ángeles.
Los cien pasajeros y nueve tripulantes a bordo perdieron la vida, y en el momento fue el segundo accidente más mortal en Canadá.
Fue el desastre aéreo más grave de 1970.

## Historia
El capitán Peter Hamilton y el primer oficial Donald Rowland habían volado en varios vuelos juntos antes, y tuvieron una discusión en curso sobre el momento de armar a los spoilers de tierra. Ambos estaban de acuerdo en que no les gustaba armarlos en el comienzo del encabritado final, por temor a que podría dar lugar a un despliegue inadvertido del spoiler. El capitán prefería armarlos en el suelo, mientras que el copiloto prefería armarlos durante el enderezamiento para aterrizar.
El encabritado se ejecuta justo por encima de la pista, provocando que la nariz de la aeronave gire hacia arriba. Eso asegura que la rueda de nariz no haga contacto con la pista en primer lugar, y también se reduce la velocidad de descenso para que las ruedas principales toquen la pista más suavemente. El empuje de los motores se reduce al mismo tiempo, haciendo que la velocidad de la aeronave para frenar significativamente.
Los pilotos hicieron un acuerdo que, cuando el capitán estuviera pilotando el avión, el primer oficial desplegaría los spoilers en el suelo, como el capitán prefería, y cuando el primer oficial estuviera pilotando el avión el capitán los armaría en el encabritado como el copiloto prefería.

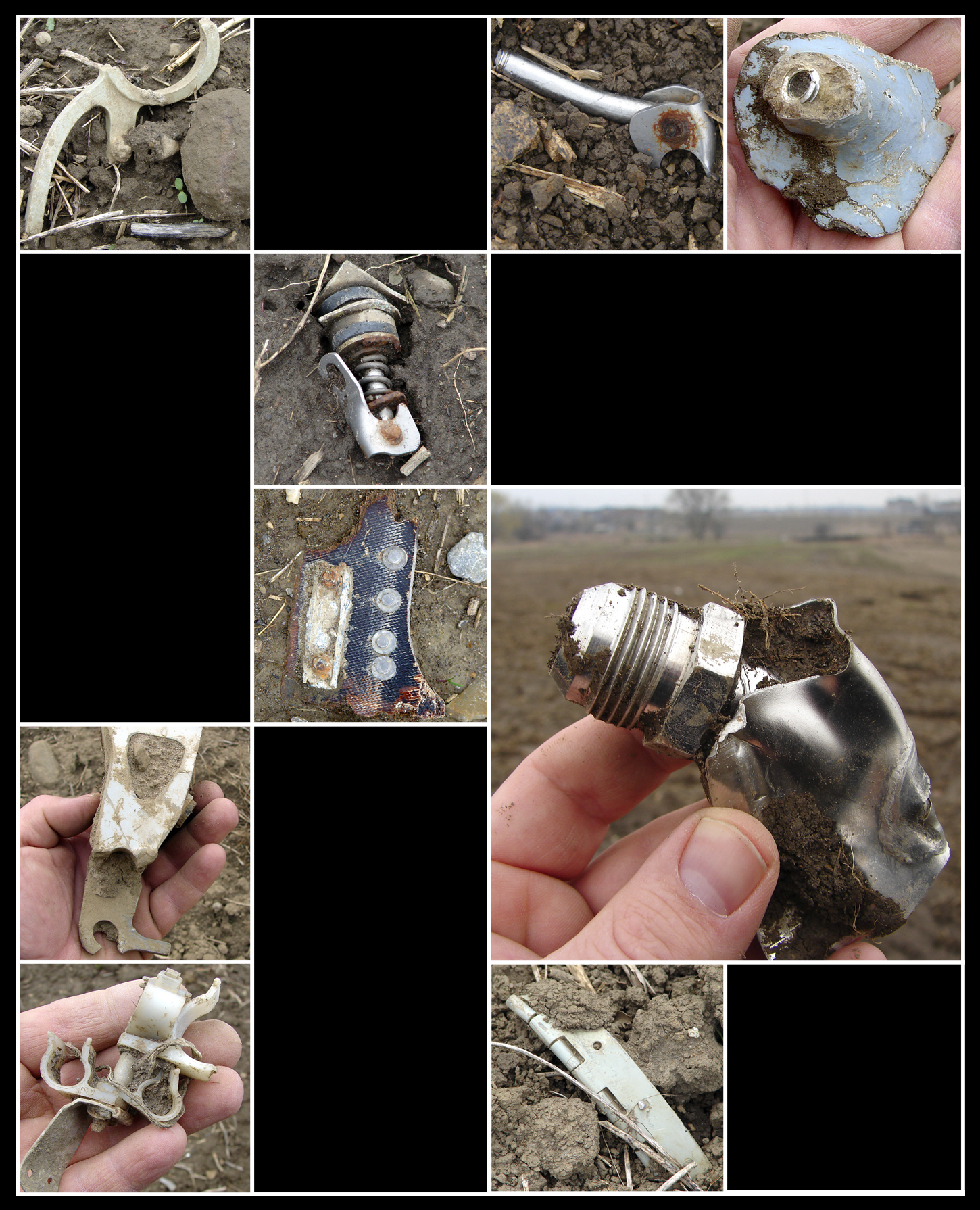
Los pedazos de los restos recuperados después del accidente.

En este momento en particular, el capitán estaba pilotando el aterrizaje y dijo: «Está bien. Dámelos en el encabritado. He renunciado». Esta no era su rutina habitual. 70 metros de la pista de aterrizaje, el capitán comenzó a reducir la potencia en la preparación para el encabritado y dijo: «Está bien» al primer oficial. El primer oficial de inmediato desplegó los spoilers en el encabritado, en lugar de armarlos. El avión comenzó a desplomarse severamente y el capitán, dándose cuenta de lo que había pasado, tiró de nuevo de la palanca de control y aplicó plena potencia a los 4 motores. La nariz se levantó, pero el avión aún continuó desplomándose, golpeando la pista con tal fuerza que el motor n° 4 y su soporte se desprendieron el ala. También la cola impactó en el suelo en ese momento. Al darse cuenta de lo que había hecho, el primer oficial comenzó disculpándose con el capitán. Aparentemente inconsciente de la gravedad de los daños causados a la aeronave, la tripulación logró despegar para hacer un circuito, pero el cuarto motor perdido había arrancado un trozo de la chapa del ala inferior y el avión estaba ahora vertiendo combustible, que se incendió. El primer oficial solicitó un segundo intento de aterrizaje en la misma pista, pero le dijeron que estaba cerrada debido a los escombros y fue dirigido a otra pista.
Dos minutos y medio después de la colisión inicial, la sección exterior del ala derecha sobre el motor n° 4 explotó, causando partes del ala que se desprenden. 6 segundos después de la explosión, otra explosión ocurrió en el área del motor n° 3, haciendo que el pilón y el motor se desprendieran y cayeran al suelo en llamas. 6 segundos y medio después de la segunda explosión, se produjo una tercera explosión, destruyendo la mayor parte de la derecha, incluyendo la punta del ala. El avión entonces entró en picada violentamente, golpeando el suelo a una alta velocidad a unos 220 nudos (407 kmh) y matando a todos los 100 pasajeros y los 9 miembros de la tripulación a bordo.
Este fue el primer accidente de Air Canada con víctimas mortales desde noviembre de 1963, cuando otro DC-8, el vuelo 831 de Trans-Canada Air Lines, también viajaba desde Montreal a Toronto, que se estrelló con una pérdida de 118 vidas. Los restos, partes de cuerpos, pedazos de ropa y bolsos de las mujeres estaban esparcidos por más de 90 metros (100 yardas) más allá del punto de impacto. El avión cavó un surco de 8 o 10 metros de profundidad, a menos de 60 metros (200 pies) de la casa de la familia Burgsma, en el que 10 personas vivían, con la explosión de choque que sopla en sus ventanas.
El accidente se produjo en una finca de campo situada cerca de Castlemore Road y McVean Drive en Brampton, Ontario. El memorial y declaraciones de testigos en el informe de tiempo el lugar del accidente se encontraba en Woodbridge. Esto se debía a que en 1970, antes de la expansión urbana y los cambios en los límites municipales, el sitio estaba más cerca de Woodbridge de Brampton.

## Investigación
Una Junta de Investigación publicó su informe oficial el 29 de enero de 1971. El accidente fue atribuido a un error del piloto. En el informe oficial, se proporcionaron 8 recomendaciones, incluidos los de la palanca de activación de los spoilers debe ser diseñado de tal manera que no se pudo activar mientras que el DC-8 está en vuelo, que el fabricante debe reforzar la integridad estructural de las alas del DC-8 y el depósito de combustible, y que la capacitación y los manuales de operación de Air Canada deben aclarar los procedimientos de operación de todo el armado alerón y la implementación.

## Consecuencias
Aunque es habitual que las compañías aéreas retiren un número de vuelo después de un incidente mayor, Air Canada sigue utilizando vuelo 621 para un vuelo de Halifax a Toronto. Air Canada ya no opera un vuelo de Montreal a Los Ángeles con escala en Toronto.
La recuperación y la identificación de los cuerpos procedieron lentamente después del accidente debido a la necesidad de excavar el cráter del accidente a una profundidad considerable. Más de 20 de los pasajeros eran ciudadanos de Estados Unidos, todos ellos figuran en la lista del sur de California.
El 30 de julio de 1970 había 49 identificados y 3 víctimas no identificadas que fueron enterrados en el Cementerio de Mount Pleasant y en mayo de 1971, un monumento de piedra fue erigido en el sitio de la tumba con los 109 nombres inscritos en él. En 1979, Air Canada también tiene añadido un memorial adicional en el Cementerio de Mount Pleasant.
En junio de 2002, Paul Cardin, un residente de Castlemore, entró en los campos de cultivo que comprende el antiguo sitio del accidente del vuelo 621. Él se había inspirado en un artículo del Toronto SUN escrito por el columnista Mike Strobel en noviembre de 2001, había revisado el accidente en 1970 de Air Canada. El Sr. Cardin hizo algunos descubrimientos inquietantes en el momento que incluía restos de la aeronave y los posibles fragmentos de huesos humanos. El Detective-Sargento de la Policía Regional de Peel Frank Roselli y otros funcionarios de la División de Homicidios fueron enviados para investigar los hallazgos del Sr. Cardin cuando les informó el 27 de junio. Más tarde se determinó que los huesos no eran de origen reciente, y de hecho había llegado desde el lugar del accidente. Continuando con la investigación del lugar del accidente por el arqueólogo Dana Poulton (DR Poulton & Associates Inc), y Amigos de Vuelo 621 (un grupo de defensa con sede en Brampton fundada por Paul Cardin), produjo cientos de fragmentos de huesos humanos adicionales.

## Memorial Garden dedicado en 2013
Desde la caída de los alrededores del lugar del accidente en sí ha experimentado un significativo urbanización residencial. En enero de 2007, los propietarios de tierras en conjunción con los promotores inmobiliarios presentaron una solicitud para designar a una sección del sitio del accidente como un cementerio y jardín conmemorativo. El 7 de julio de 2013, el monumento fue inaugurado oficialmente en el lugar cerca Degrey Drive, en la actual Brampton.
El pequeño parque memorial, aproximadamente un tercio de hectárea en tamaño (~ 3000 M²) contiene lilas y 109 marcadores de granito blanco pulido dispuestas en una configuración al azar dentro de un lecho de piedras del pavimento de granito negro. Una placa de granito negro pulido observando todos los nombres de las víctimas está montado sobre una gran roca de granito rosa. Un portavoz de Candevcon Corporation, Diarmuid Horgan, dijo en su inauguración oficial que se esperaba el parque ayudaría a las familias de las víctimas a encontrar la paz.